# Всё об Эллисон
«Всё об Эллисон» (англ. «All About Allison») — восьмой эпизод пятого сезона американского драматического телесериала «Родина» и 56-й во всём сериале. Премьера состоялась на канале Showtime 22 ноября 2015 года.

## Сюжет

### Флэшбек 2005 года
Во флэшбеках Кэрри Мэтисон (Клэр Дэйнс) впервые прибывает в Багдад. Там она должна заменить Эллисон Карр (Миранда Отто), оперативника, которая недовольна бесперспективностью ситуации в Ираке и хочет взять отпуск. Эллисон представляет Кэрри одному из своих самых ценных агентов, иракскому адвокату Ахмеду Назари (Дарвин Шоу), хотя Ахмед высказывает свой отказ работать с кем-либо кроме Эллисон. Эллисон и Ахмед тайно встречаются, где Ахмед показывает романтические чувства к Эллисон и раскрывает, что он систематически украл $8 миллионов из Министерства юстиции. Когда Эллисон соглашается сбежать с ним, в комнату входит агент российской разведки Иван Крупин (Марк Иванир). Крупин указывает на то, что всё происходившее в комнате было записано, и намекает на то, что Эллисон может грозить федеральная тюрьма. Если Эллисон согласится стать двойным агентом СВР, то он даст ей половину денег, наряду с взаимным обменом информации, который поможет ей подняться в ряды ЦРУ.

### Настоящее время
Сол (Мэнди Патинкин) находится под стражей, в то время как Моссад ведёт переговоры с ЦРУ, чтобы организовать его возвращение. Когда Этай (Аллан Кордюнер) получает известие о том, что сделка была достигнута, он помогает Солу сбежать из помещения.
Во время остановки, чтобы пополнить запасы, Куинн (Руперт Френд) начинает подозревать группу джихадистов, которую он сопровождает в Сирию. Когда он идёт, чтобы обследовать, что они грузят в грузовик, один из людей вырубает его. Биби (Рене Ифра) отмечает сбитому с толку  соотечественнику, что они возвращаются в Берлин, что было их истинным планом. Куинн очнулся связанным в кузове грузовика, где он увидел запас химического оружия.
Кэрри организует публичную встречу с Эллисон, где она призывает Эллисон рассмотреть дело в отношении Ахмеда Назари. Снайпер занял позицию, чтобы застрелить Кэрри по сигналу Эллисон, но она отзывает команду. Когда Нуман (Атир Адель) успешно взламывает ноутбук Ахмеда, Кэрри берёт на заметку фото Ахмеда в баре на пляже. Кэрри вспоминает разговор в Багдаде, где Эллисон упомянула бар в Сент-Люсии. После того, как поиск в интернете подтверждает, что это тот же бар, шокированная Кэрри говорит: «О, Боже… Эллисон.»

## Производство
Режиссёром эпизода стал Дэн Аттиас, а сценарий написал исполнительный продюсер Рон Нисуонер.

## Реакция

### Рецензии
Эпизод получил рейтинг 82 %, со средним рейтингом 7.8 из 10, на сайте Rotten Tomatoes, чей консенсус гласит: «„Родина“, наконец, представляет собой внушительную предысторию для персонажа Эллисон, хотя слишком мало описательных частей встают на место в „Всё об Эллисон“.»
Джудит Уорнер из «The New York Times» похвалила способ, благодаря которому перспективы Кэрри и Эллисон были интегрированы в сценах с флэшбеками, а также высказывая, что открытие Кэрри секрета Эллисон было «немного слишком быстрым.» Кори Бейкер из TV.com сказал о предыстории Эллисон: «Это открытие сделало то, что делают все великие открытия с флэшбеками: заставило зрителей пересмотреть некоторые предположения, которые были у них насчёт, по-видимому, злодейского и коварного персонажа.» Синтия Литтлтон из «Variety» похвалила операторскую работу эпизода, а также описала выступление Миранды Отто как «фантастическое в эпизоде, позволяющее её прохладному внешнему виду растаять для нас достаточно, чтобы заглянуть внутрь.»

### Рейтинги
Во время оригинального показа, эпизод посмотрели 1.47 миллионов зрителей, что превысило аудиторию прошлой недели, которая составила 1.35 миллионов зрителей.